# Dannäs socken
Dannäs socken i Småland ingick i Västbo härad i Finnveden, ingår sedan 1971 i Värnamo kommun i Jönköpings län och motsvarar från 2016 Dannäs distrikt.
Socknens areal är 47,27 kvadratkilometer, varav land 36,94. År 2000 fanns här 306 invånare. Cirka en halv kilometer från sockenkyrkan Dannäs kyrka ligger Dannäs säteri.  

## Administrativ historik
Dannäs socken har förmodligen medeltida ursprung.
Vid kommunreformen 1862 övergick socknens ansvar för de kyrkliga frågorna till Dannäs församling och för de borgerliga frågorna till Dannäs landskommun. Landskommunen inkorporerades 1952 i Forsheda landskommun, som sedan 1971 uppgick i Värnamo kommun. Församlingen uppgick 2012 i Forshedabygdens församling.
Den 1 januari 1952 (enligt beslut den 27 augusti 1951) överfördes till Dannäs socken ett obebott område av fastigheten Fylleryd, omfattande en areal av 0,12 km², varav allt land, från Torskinge socken.
1 januari 2016 inrättades distriktet Dannäs, med samma omfattning som församlingen hade 1999/2000. 
Socknen har tillhört samma fögderier och domsagor som Västbo härad. De indelta soldaterna tillhörde Jönköpings regemente, Östbo kompani.

## Geografi och natur
Dannäs socken ligger nordost om Bolmen. Socknen består av bördig odlingsbygd vid sjön och skog med mossar i övrigt. Utöver Bolmen är de största insjöarna Norra Fyllen som delas med Torskinge socken och Södra Fyllen som delas med Hångers socken.
Bodabergs naturreservat är ett kommunalt naturreservat.
Sätesgårdar var Dannäs säteri, Stora Gavlö, Lilla Gavlö och Törnestorp.

## Fornlämningar
Fem stenåldersboplatser, några gravrösen från bronsåldern samt två järnåldersgravfält vid Dannäs finns här.

## Befolkningsutveckling
Befolkningen ökade från 466 1810 till 715 1880 varefter den minskade stadigt till 293 1980. 1990 hade folkmängden ökat något till 314 invånare.

## Namnet
Namnet Dannäs kan förmodligen knytas till den medeltida riddaren Nils Turesson Dannæs, vars namn nämns i pergamentbrev från 1325 till 1357. Även om en explicit koppling mellan riddare Nils Dannæs och Dannäs inte kan visas är det högst troligt att ätten Bielke, till vilken Nils Dannæs hörde, hade besittningar i närområdet. Den första förekomsten av Dannäs som entydigt ortnamn är 1398. Efterleden, näs, syftar med största sannolikhet på det näs som skjuter ut i sjön Bolmen, söder om kyrkan. Förleden, dan har givits olika förklaringar. Teorin att det skulle syfta på folkslaget daner 'danskar' fördes fram av Jöran Sahlgren (1953). Ivar Lindqvist (1927) menade att förleden betyder 'sankmark', 'sankmark som översilas vid högvatten', medan Adolf Noreen (1911) knöt förleden till ett ord som betyder 'skog'.